# Vollenborn
Vollenborn este o comună din landul Turingia, Germania.